# 前357年
| 千纪： | 前1千纪 |
| 世纪： | 前5世纪 \| 前4世纪 \| 前3世纪 |
| 年代： | 前380年代 \| 前370年代 \| 前360年代 \| 前350年代 \| 前340年代 \| 前330年代 \| 前320年代 |
| 年份： | 前362年 \| 前361年 \| 前360年 \| 前359年 \| 前358年 \| 前357年 \| 前356年 \| 前355年 \| 前354年 \| 前353年 \| 前352年                                                                       |
| 纪年： | 周顯王十二年 魯共公二十六年 田齊桓公十八年 晉孝公三十二年 趙成侯十八年 魏惠王十三年 韓昭侯六年 秦孝公五年 楚宣王十三年 宋剔成君十三年 衛成侯五年 燕後文公五年 越王無顓四年 中山桓公二十四年 |

## 大事记
- 魏国、韩国會於巫沙。
- 魏国、赵国會於鄗。
- 宋国攻取韩国黄池，魏国攻取韩国朱。
- 田齊桓公薨，子齊威王因齊立。
- 马其顿王国的腓力二世娶了伊庇鲁斯的摩洛西亚公主奥林匹亚斯，从而帮助稳定了马其顿的西部边境。

## 逝世
- 田午，田齊桓公
- 米利都的提摩太，古希腊米利都诗人之一，以酒歌和合唱抒情诗著名